# Rudnianska Lehota
Rudnianska Lehota (in ungherese Rudnószabadi) è un comune della Slovacchia facente parte del distretto di Prievidza, nella regione di Trenčín.